# أمير تاج السر
أمير تاج السر (1960م - ) طبيب وروائي سوداني ، نالت أعماله إهتماماً في الأوساط الأدبية والنقدية ، كما حققت شهرة عالمية، بعد ترجمة معظمها إلى الكثير من اللغات منها الإنكليزية والفرنسية والإيطالية. وصدرت له الكثير من الإصدارات الأدبية والروايات من أبرزها رواية «366» التي حصل بها على جائزة كتارا للرواية العربية عام 2015م.
وصلت روايته «صائد اليرقات» للقائمة القصيرة لجائزة بوكر العربية 2011م. كما وصلت روايته «زهور تأكلها النار» إلى القائمة القصيرة للجائزة العالمية للرواية العربية 2018م.

## النشأة والميلاد
- ولد أمير تاج السر في شمال السودان عام 1960، وتلقى تعليمه الأول هناك، وعاش بمصر بين عامي “1980-1987” حيث تخرج من كلية الطب جامعة طنطا.
- يمت بصلة قرابة وثيقة للأديب السوداني المشهور الطيب صالح.
- بدأ ممارسة الكتابة في مراحل مبكرة جداً من حياته، ففي المرحلة الابتدائية كان يكتب القصص البوليسية تقليداً لما كان يقرؤه أثناء الطفولة، وفي المرحلة المتوسطة بدأ يكتب الشعر بالعامية، وتغنى مطربون فيما بعد بالكثير من أشعاره. واستمرت كتابة الشعر حتى خلال دراسته للطب، وأصدر دواوين شعر بالعامية السودانية، وفي عام 1985 بدأ يكتب الشعر بالفصحى و وصل لمراحل متقدمة وكانت قصائده تُنشر في مجلات كبيرة ومزدهرة في ذلك الوقت مثل “القاهرة” و”إبداع” و”المجلة” و”الشرق الأوسط” وكان يتوقع الكثير من أصدقائه أن يظل مستمراً في كتابة الشعر، لكنه في العام 1988 كتب رواية اسمها “كرمكول” التي كلفت الكاتب رهن ساعته ليتمكن من طباعتها، وكان حينها أنهى دراسته في جمهورية مصر العربية ويستعد للعودة، ورغم كونها رواية صغيرة فوجئ بأنها أحدثت أصداء كبيرة في القاهرة، الأمر الذي شجعه لمواصلة الكتابة.
- بعد عودته للسودان بدأ ممارسة الطب، وعمل في أماكن بعيدة، ولكثرة التنقل والانشغال بتكوين الذات في مجال العمل، انقطع عن الكتابة لسنوات طويلة، حتى انتقل في عام 1993 للعمل طبيباً باطنياً في العاصمة القطرية الدوحة.
- في عام 1996 كتب روايته الثانية “سماء بلون الياقوت” بعد انقطاع عن الكتابة دام عشر سنوات، وهي مستوحاة من بيئة شمال السودان، ثم تلاها رواية “نار الزغاريد” ثم “مرايا ساحلية” وهي الرواية التي أحدثت نقلة في تجربته الروائية، وكانت عبارة عن سيرة عن مدينة “بورتسودان”، كما كتب “سيرة الوجع” والتي نُشرت على حلقات في جريدة “الوطن” القطرية، وكانت عن ذكريات متنوعة من المنطقة البعيدة التي كان يعمل بها “طوكر”، ثم كتب “صيد الحضرمية” و”عيون المهاجر”.
- أما البداية الحقيقية والتي تمثل مرحلة الانطلاق والانتشار الواسع النطاق، كانت في عام 2002 عندما كتب د. تاج السر روايته الأشهر “مهر الصياح” وهي رواية ضخمة ذات طابع تاريخي، وهي التي حققت انتشاراً واسعاً وأصداء بعيدة، وترجمت منها عدة فصول بالفعل، وتلتها رواية “زحف النمل” التي انتشرت بشكل واسع ، وحققت أكبر شهرة، وصادف صدورها مع افتتاح معرض القاهرة للكتاب، وحققت حينها أعلى مبيعات، وانتشرت بشدة، وبعد ذلك تواصلت التجربة مروراً بتوترات القبطي والعطر الفرنسي، وصولا لـ صائد اليرقات وإيبولا 76 وأرض السودان.

## أهم أعماله المنشورة

رويه صائد اليرقات

1. رويه صائد اليرقات(مهر الصياح). يقدم فيها المؤلف فكرة شاملة عن الثقافات المتعددة التي استوطنت السودان، وشكّلت تاريخها وحضارتها، ويخص بالذكر دارفور وتاريخها في القرن الثامن عشر، من خلال شخصية ابن صانع الطبول الفقير “آدم نظر”، النابضة بالحياة والغنية والفّذة، والمليئة بالأسرار. تتشابك حياة آدم مع الشخصيات الأخرى، داخل إطار مركّب، يحتوي مزيجاً من الواقع والخيال وعالم الأساطير، ليخفي وراءه رسالة ورمزاً، مما يحفّز القارئ على متابعة التفاصيل والشوق لمعرفة المصير الذي سيؤول إليه بطل الرواية. القصة مستوحاة من كتاب ألفّه “رحالة عربي قام برحلة إلى بلاد السودان في القرن السابع عشر”، حسب اقواله.
2. (زحف النمل). في هذه الرواية يتعانق السرد والشعر حيث تاتي اغنيات المطرب كفواصل ساخرة بين فقرات الحكي سريع الأيقاع وتَحِيلنا خفة الأغنيات إلي ما يحدث في عالم الغناء وكيفية تصنيع نجومه، علي أن أهم ما تحققه ” زحف النمل ” هو متعة القراءة وهذه هي المهمة الأولي والأخيرة للكتابة الجيدة.
3. (توترات القبطي). صدرت عن دار (ثقافة) للنشر بأبوظبي بالاشتراك مع الدار العربية للعلوم ببيروت والرواية المستوحاة من التاريخ، حيث تجري أحداثها في مدينة (السور) التي كانت أول الأهداف الكبيرة لثورة دينية هبت كما تقول تعاليمها، لطرد المستعمر وتطهير البلاد من الكفر والشر، ووجد (ميخائيل القبطي) نفسه داخل تلك الثورة بعد أن انقضت على المدينة التي كان يعمل فيها محاسباً وجامعاً للثروة، ليفقد أهله وخطيبته (خميلة) التي كان زواجه منها يقترب حين تم غزو المدينة. يتغير اسمه إلى (سعد المبروك)، ويجد نفسه طباخاً في إحدى الكتائب برغم عدم معرفته بالطبخ، ثم يعين تابعاً لقائد الكتيبة حيث ينشأ صراع بينه وبين القائد حول (خميلة) التي كان القائد مولعاً بها كما يبدو، ويغشاها في أحد البيوت في مدينة (السور) الغارقة في الفوضى. وبرغم افتتان القبطي بالدين الإسلامي الذي دخله كما يقول، إلا أنه لا يبدو مؤمناً كثيراً بتعاليم الثورة، وكان منشغلاً طوال الرواية بمحاولة تذكر الماضي وحبيبته الضائعة ومحاولة العثور عليها في كوابيس القائد الذي يقيم في خيمة ملاصقة لخيمته في معسكر الكتيبة.
4. (العطر الفرنسي). تعتمد الرواية في بنائها الدرامي على خبر وصول نجمة فرنسية للإقامة في حي “غائب” الشعبي في إحدى المدن السودانية النائية لكتابة بحث عالمي لا أحد يعرف ماهيته أو أسبابه، يلتقط بطل الرواية “علي جرجار” الخبر، ويسارع لنقله إلى الحي الهامشي بعد أن يضيف إليه الكثير من البهارات والمحسنات ليجعل منه خبراً مشوقاً يستحق النقل. تحدث أثناء الانتظار تداعيات وتطورات كثيرة غير متوقعة منها سقوط “علي جرجار” في حب الضيفة المتوقع وصولها، ذلك الحب الوهمي يدفع “جرجار” للتخلي عن ممارساته القديمة، وبناء شخصية مختلفة ليكون مستعداً لقبول الزواج من الفرنسية بعد أن تخيّل أنها ستقع في حبه وتطلب يده.
5. (صائد اليرقات). صدرت عن دار ثقافة للنشر بأبوظبي بالاشتراك مع دار الاختلاف بالجزائر، تحكي الرواية قصة عبد الله حرفش الملقب بعبد الله فرفار، رجل الأمن الذي تقاعد عن العمل بعد أن بترت ساقه اليمنى إثر حادث أثناء ممارسته عمله، وقرر أن يصبح كاتبا روائيا بعد أن قرأ في عدد من الصحف والمجلات عن أشخاص لا علاقة لهم با الكتابة أصبحوا كتاباً. تتغلغل الرواية في وسط عالم الكتاب ، والمثقفين، وتحتشد بشخصيات عديدة، ومصائر شتى، وكتبت بلغة موحية وساخرة
6. (إيبولا 76). في عشش الكرتون، أحقر حيّ سكني في منطقة أنزارا، جنوب السودان، يكبر لويس نوا بطل رواية إيبولا - الصادرة في العام 2012م عن دار الساقي بلندن- على وقع طفولة بائسة. الشاب الذي يعمل في مصنع للنسيج، يقرّر الزواج بأول فتاة يراها تبتسم، تينا بائعة الماء في الشوارع، ستصبح زوجته. لكن العامل البسيط ما يلبث أن يخونها مع خادمة الغرف في نزل للفقراء، في كينشاسا. وفي ظهر يومٍ حارّ، سيلاحق «إيبولا»، الفيروس القاتل الذي ضرب الكونغو، جسد نوا ليسكن دمه. يغادر الفتى الأفريقي إلى بلاده، بعد رحلة حزن إلى الكونغو، ليصبح من دون أن يدري جسراً يعبر عليه المرض المميت إلى أنزارا. عبر فكرة القتل المحتمل، يرصد أمير تاج السر عوالم غرائبية، محاولاً إيجاد مدينة عادية، فيها شوارع ومتاجر، وملاهٍ ومواخير، وزيجات وطلاقات وقصص حب كاملة وناقصة.
7. (أرض السودان.. الحلو والمر). صدرت هذه الرواية لأمير تاج السر عن الدار العربية للعلوم- بيروت مع نهايات عام 2012م. تقع هذه الرواية في 208 صفحة من القطع المتوسط وتدور أحداثها في ثمانينيات القرن التاسع عشر، وتجسد رحلة قام بها الشاب الإنجليزي جلبرت أوسمان إلى أرض السودان بعد أن تحداه أحد آصدقائه في إحدى الليالي، وقبِل التحدي وتعلم لغة العرب عند رجل إنجليزي عمل من قبل في أرض السودان، وسافر عبر البواخر وطرق القوافل حتى وصل الخرطوم عاصمة أرض السودان.تتحدث الرواية كذلك عن انغماس أوسمان في المجتمع السوداني، وتحركه في بيئة تستعمرها بريطانيا، واحتكاكه بالمحليين ويتعرض لكثير من الطقوس والعادات ويمكن اعتبارها من روايات احتكاك الشرق بالغرب وردة الفعل في كل جانب، ففي خلال عام واحد، فهم أوسمان البيئة وارتدى الثياب المحلية، وتعرض لكثير من المغامرات، حتى نهاية الكتاب.
8. (طقس). رواية صدرت عن دار بلوميزبري في مؤسسة قطر للتربية والعلوم وتنمية المجتمع، والتي وصلت إلى القائمة الطويلة في جائزة الشيخ زايد للكتاب في دورتها العاشرة، وهي رواية تجسد أن الشخصية التي يرسمها الكاتب ربما تكون واقعاً فرواية طقس تحكي عن شخصية متخيلة تتجسد في الواقع.
9. منتجع الساحرات
10. زهور تأكلها النار
11. (قلم زينب: سيرة روائية). (2014).[4]
12. (سيرة الجرح). شعر 2014.[5]
13. (اشتهاء). رواية 2014.[6]
14. (ذاكرة الحكائين).
15. (رعشات الجنوب). رواية 2010.[7]
16. (مرايا ساحلية: سيرة مبكرة).[8]
17. (نار الزغاريد).[9]
18. (سماء بلون الياقوت).
19. (تعاطف). رواية 2011.[10]
20. (ضغط الكتابة وسكرها: كتابات في الثقافة والحياة). 2013.
21. 366. رواية 2015.[11]
22. (تحت ظل الكتابة). 2016.
23. (سيرة مختصرة للظلام). رواية 2016.[12]
24. (الكتابة شيزوفرينيا). مقالات 2017.[13]
25. (جزء مؤلم من الحكاية). رواية 2018.[14]
26. (أوكسجين ضار). مقالات 2018.
27. (سيرة الوجع). 2019.
28. (تاكيكارديا). 2019.[15]
29. (شمشون وتفاحة). رواية 2020.[16]
30. (غضب وكنداكات). رواية 2020.[17]
31. (حارس السور). رواية 2020.
32. (حراس الحزن). رواية 2021.[18]
33. (إسعافات أولية: قراءات عن الثقافة والحياة). 2021.[19]
34. فوتوغرافي: غليان الصور. رواية 2023.[20]

## روابط خارجية
- لقاء مع الكاتب يوضح علاقته مع السودان وكتابه الرواية